# Peugeot Type 125
La Type 125 è un'autovettura di fascia medio-bassa prodotta nel 1910 dalla casa automobilistica francese Peugeot.

## Profilo

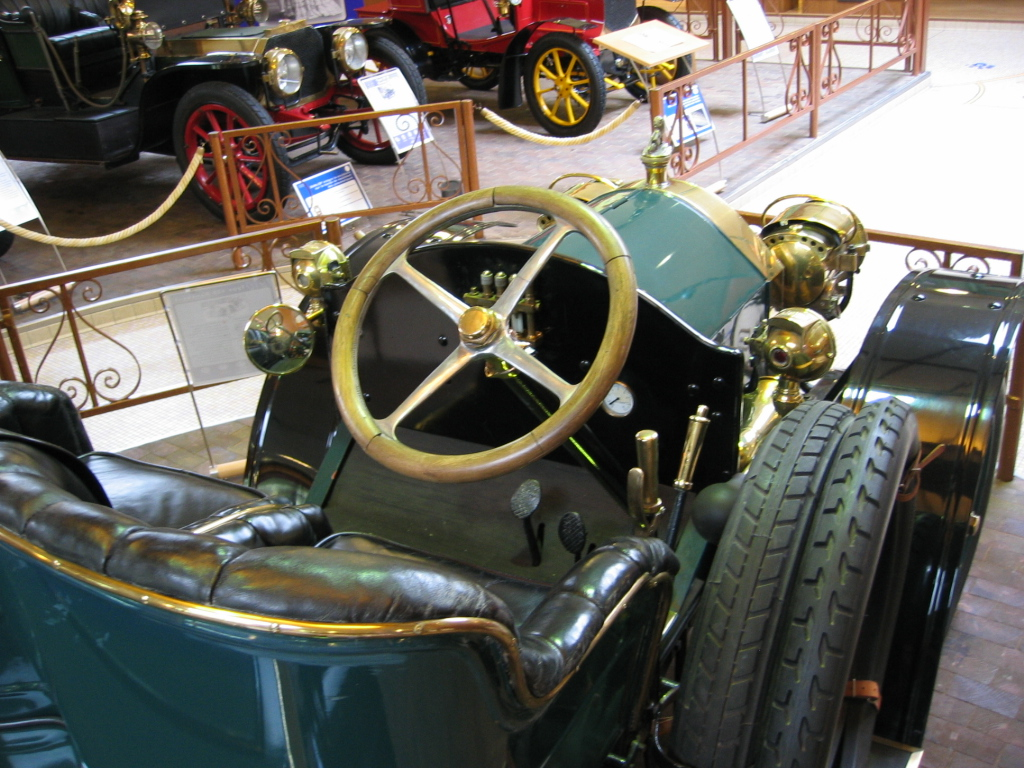
Interni

Introdotta nel 1910 e prodotta unicamente in quell'anno, la Type 125 era il primo modello nato dopo la fusione tra la Peugeot e la Les fils de Peugeot Frères, che in quegli anni produceva vetture con il marchio Lion-Peugeot.
Chiamata a sostituire la Type 118, la Type 125 era disponibile in due varianti di carrozzeria, phaeton e landaulet. Nel caso della phaeton, si trattava di una vettura a due posti più due posti di fortuna ricavati posteriormente all'interno di un apposito vano apribile ed era la più sportiveggiante tra le due versioni. La landaulet era invece una versione più elegante, fatta per chi preferiva il comfort alla sportività. Entrambe le versioni montavano un motore bicilindrico sistemato anteriormente. Tale motore aveva una cilindrata di 1148 cm³ e poteva spingere la vettura ad una velocità massima di 45–50 km/h. Assemblata nelle officine di Audincourt, vicino a Sochaux, la Type 125 fu prodotta in 150 esemplari in totale e con la sua uscita di produzione occorrerà attendere ben 9 anni prima di rivedere la sua erede, vale a dire la Peugeot Type 163 del 1919.